# Anita Östlund
Anita Östlund (ur. 30 stycznia 2001 w Odessie) – szwedzka łyżwiarka figurowa pochodzenia rosyjskiego, startująca w konkurencji solistek. Uczestniczka igrzysk olimpijskich (2018), uczestniczka mistrzostw świata i Europy, medalistka zawodów międzynarodowych oraz dwukrotna mistrzyni Szwecji (2018, 2020).
Jej matka pochodzi z Rosji. Potrafi mówić w języku rosyjskim.

## Osiągnięcia

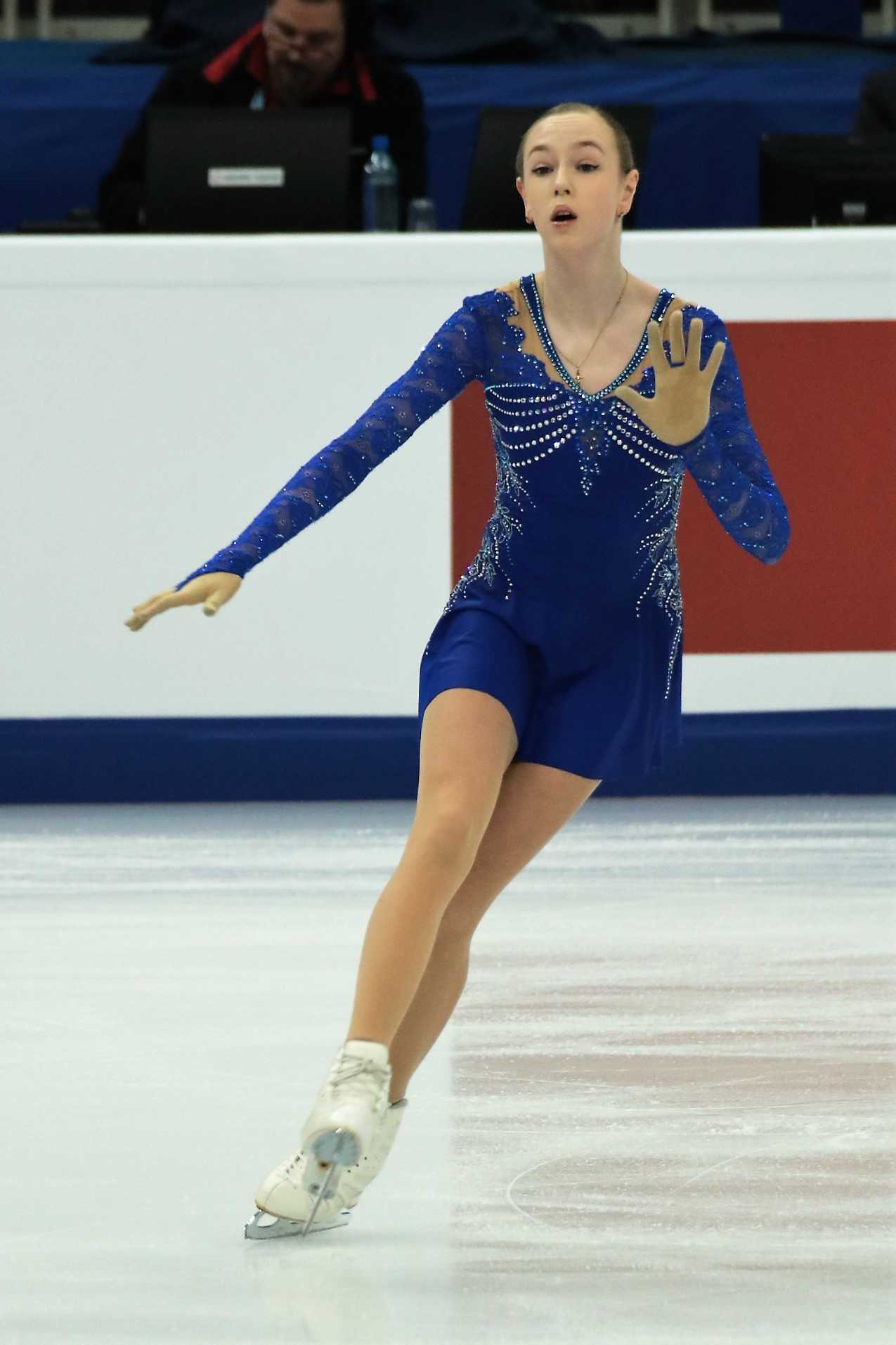
Östlund na mistrzostwach Europy 2018

| Zawody                                | 12–13          | 13–14          | 14–15          | 15–16          | 16–17          | 17–18          | 18–19          | 19–20          | 20–21          |                |                |                |                |                |                |                |                |
| Międzynarodowe                        | Międzynarodowe | Międzynarodowe | Międzynarodowe | Międzynarodowe | Międzynarodowe | Międzynarodowe | Międzynarodowe | Międzynarodowe | Międzynarodowe | Międzynarodowe | Międzynarodowe | Międzynarodowe | Międzynarodowe | Międzynarodowe | Międzynarodowe | Międzynarodowe | Międzynarodowe |
| ------------------------------------- | -------------- | -------------- | -------------- | -------------- | -------------- | -------------- | -------------- | -------------- | -------------- | -------------- | -------------- | -------------- | -------------- | -------------- | -------------- | -------------- | -------------- |
| Igrzyska olimpijskie                  |                |                |                |                |                | 28             |                |                |                |                |                |                |                |                |                |                |                |
| Mistrzostwa świata                    |                |                |                |                |                | 29             | 30             | WD             |                |                |                |                |                |                |                |                |                |
| Mistrzostwa Europy                    |                |                |                |                |                | 17             | 18             | 18             |                |                |                |                |                |                |                |                |                |
| CS Alpen Trophy                       |                |                |                |                |                |                | 16             |                |                |                |                |                |                |                |                |                |                |
| CS Finlandia Trophy                   |                |                |                |                |                |                | 12             | WD             |                |                |                |                |                |                |                |                |                |
| CS Golden Spin of Zagreb              |                |                |                |                |                |                | WD             |                |                |                |                |                |                |                |                |                |                |
| CS Lombardia Trophy                   |                |                |                |                |                |                | WD             |                |                |                |                |                |                |                |                |                |                |
| CS Minsk-Arena Ice Star               |                |                |                |                |                | 8              |                |                |                |                |                |                |                |                |                |                |                |
| CS Nebelhorn Trophy                   |                |                |                |                |                |                |                | 8              | WD             |                |                |                |                |                |                |                |                |
| CS Warsaw Cup                         |                |                |                |                | 7              | 5              |                | 19             | WD             |                |                |                |                |                |                |                |                |
| Bavarian Open                         |                |                |                |                |                |                |                | WD             |                |                |                |                |                |                |                |                |                |
| Halloween Cup                         |                |                |                |                |                |                | 2              |                |                |                |                |                |                |                |                |                |                |
| Jégvirág Cup                          |                |                |                |                |                |                | 5              |                |                |                |                |                |                |                |                |                |                |
| Mentor Toruń Cup                      |                |                |                |                | 11             |                | WD             |                |                |                |                |                |                |                |                |                |                |
| Santa Claus Cup                       |                |                |                |                |                |                |                | 6              |                |                |                |                |                |                |                |                |                |
| Sofia Trophy                          |                |                |                |                | 2              |                |                |                |                |                |                |                |                |                |                |                |                |
| Mistrzostwa nordyckie                 |                |                |                |                | 3              |                | WD             |                |                |                |                |                |                |                |                |                |                |
| Międzynarodowe: Kategorie młodzieżowe |                |                |                |                |                |                |                |                |                |                |                |                |                |                |                |                |                |
| Mistrzostwa świata juniorów           |                |                | 32             |                | 13             |                |                |                |                |                |                |                |                |                |                |                |                |
| JGP w Austrii                         |                |                |                | 9              |                | 7              |                |                |                |                |                |                |                |                |                |                |                |
| JGP w Czechach                        |                |                | 14             |                |                |                |                |                |                |                |                |                |                |                |                |                |                |
| JGP w Estonii                         |                |                |                |                | 7              |                |                |                |                |                |                |                |                |                |                |                |                |
| JGP we Francji                        |                |                | 17             |                |                |                |                |                |                |                |                |                |                |                |                |                |                |
| JGP w Japonii                         |                |                |                |                | 12             |                |                |                |                |                |                |                |                |                |                |                |                |
| JGP we Włoszech                       |                |                |                |                |                | 9              |                |                |                |                |                |                |                |                |                |                |                |
| Avas Cup                              |                |                |                | 1 J            |                |                |                |                |                |                |                |                |                |                |                |                |                |
| Bavarian Open                         |                | 2 AN           |                |                |                |                |                |                |                |                |                |                |                |                |                |                |                |
| Coupe Printemps                       |                |                |                | 2 J            |                |                |                |                |                |                |                |                |                |                |                |                |                |
| FBMA Trophy                           |                |                |                | 1 J            |                |                |                |                |                |                |                |                |                |                |                |                |                |
| Ice Challenge                         |                | 1 AN           |                |                |                |                |                |                |                |                |                |                |                |                |                |                |                |
| Memoriał Hellmuta Seibta              | 3 AN           |                |                |                |                |                |                |                |                |                |                |                |                |                |                |                |                |
| Minsk-Arena Ice Star                  |                |                |                | 1 J            |                |                |                |                |                |                |                |                |                |                |                |                |                |
| Tallinn Trophy                        |                |                |                | 5 J            |                |                |                |                |                |                |                |                |                |                |                |                |                |
| Mistrzostwa nordyckie                 |                | 2 AN           | 6 J            | 4 J            |                |                |                |                |                |                |                |                |                |                |                |                |                |
| Krajowe                               |                |                |                |                |                |                |                |                |                |                |                |                |                |                |                |                |                |
| Mistrzostwa Szwecji                   |                |                | 2 J            | 2 J            | 3              | 1              | WD             | 1              |                |                |                |                |                |                |                |                |                |

## Programy
| Sezon   | Program krótki (SP) | Program dowolny (FS)                                                                                            |
| ------- | --- | --- |
| 2020–21 | - Sixteen Tons – LeAnn Rimes, oryg. Merle Travis - Soda Pop – Robbie Williams, Michael Bublé choreografia: Andrea Dohany | - The Show Must Go On – Celine Dion, oryg. Queen choreografia: Andrea Dohany                                    |
| 2019–20 | - Je t'aime – Lara Fabian choreografia: Andrea Dohany                                                                    | - Tango in Ebony – Tango in Ebony - Specialtango – C. Novelli choreografia: Salome Brunner                      |
| 2018–19 | - Je t'aime – Lara Fabian choreografia: Andrea Dohany                                                                    | - The Prayer – Celine Dion, Andrea Bocelli choreografia: Stephane Lambiel                                       |
| 2017–18 | - Carmen Fantasie – David Garrett choreografia: Albin Bourdee                                                            | - Papa, Can You Hear Me? (z filmu Yentl) – Barbara Streisand, oryg. Michel Legrand choreografia: Salome Brunner |
| 2016–17 | - Je t'aime – Lara Fabian choreografia: Andrea Dohany                                                                    | - Carmen Fantasie – David Garrett choreografia: Albin Bourdee                                                   |
| 2015–16 | - A Comme Amour – Richard Clayderman choreografia: Andrea Dohany                                                         | - Bacchanale (z opery Samson i Dalila) – Camille Saint-Saëns choreografia: Andrea Dohany                        |
| 2014–15 | - Oczy czarne – André Rieu choreografia: Salome Brunner                                                                  | - Bacchanale (z opery Samson i Dalila) – Camille Saint-Saëns choreografia: Andrea Dohany                        |